# Günter Slotta
Günter Slotta (* 4. August 1924 in Beuthen, Oberschlesien; † 9. Juni 1974 in Saarbrücken) war ein deutscher Pädagoge und Politiker (SPD).

## Leben und Beruf
Slotta wurde als Sohn eines Tischlers geboren. Nach dem Schulbesuch ging er auf die Pädagogische Hochschule Hannover und arbeitete anschließend als Lehrer in Göttingen. Daneben nahm er ein Studium der Erziehungswissenschaften, Germanistik, Psychologie, Philosophie und Soziologie an der Universität Göttingen auf, das er mit der Promotion zum Dr. phil. beendete. Anschließend arbeitete er als Assistent am Deutschen Institut für Internationale Pädagogische Forschung (DIPF) in Frankfurt am Main. Er war als Leiter einer Institutsschule in Braunschweig tätig und wurde später Professor an der Pädagogischen Hochschule Saarbrücken.

## Partei
Slotta beantragte am 22. September 1942 die Aufnahme in die NSDAP und wurde rückwirkend zum 1. September desselben Jahres aufgenommen (Mitgliedsnummer 9.256.749). Er schloss sich im Jahr 1962 der SPD an. Von 1970 bis 1972 war er Vorsitzender der SPD Saarbrücken-St. Johann.

## Abgeordneter
Slotta war seit 1964 Ratsmitglied der Stadt Saarbrücken. Bei der Bundestagswahl 1969 wurde er in den Deutschen Bundestag gewählt, dem er bis zu seinem Tode im Juni 1974 angehörte. Im Parlament vertrat er den Wahlkreis Saarbrücken-Stadt.

## Veröffentlichungen
- Die Pädagogische Tatsachenforschung Peter und Else Petersens, 1962
- Gedanken über Erziehungswissenschaften, 1969